# Randia ovalifolia
Randia ovalifolia är en måreväxtart som beskrevs av Attila L. Borhidi. Randia ovalifolia ingår i släktet Randia och familjen måreväxter. Inga underarter finns listade i Catalogue of Life.